# La hija del general (novela)
La hija del general (título original: The General's daughter) es una novela de 1992 escrita por el autor estadounidense Nelson DeMille. La novela presenta al protagonista Paul Brenner, el cual también aparece en las novelas Up Country y The Panther. Una versión fílmica de La hija del general se filmó en 1999 bajo el mismo nombre, protagonizada por John Travolta y Madeleine Stowe. En la película, el nombre de la capitana Ann Campbell fue cambiado por el de Elisabeth Campbell y el Fuerte Hadley se convierte en el Fuerte McCallum.

## Argumento
La capitán Ann Campbell es una licenciada de West Point. Es la hija de legendario General Joe Campbell y también es el orgullo de Fort Hadley y del ejército hasta que, una mañana, ella es encontrada asesinada y su cuerpo desnudo y atado en el lugar de tiro del Fuerte, como si la hubiesen violado. Paul Brenner es un miembro del cuerpo de investigación de élite del Ejército (CID) y el hombre encargado de investigar este caso políticamente explosivo. Es juntado con la especialista de violación, Cynthia Sunhill, con quien una vez tuvo una relación amorosa apasionada pero condenada a fracasar. Ambos están decididos a resolver el asesinato misterioso y dar justicia a la capitana por lo ocurrido
Durante la investigación Brenner empieza a descubrir que todos los oficiales de alto rango alrededor de su padre estaban sexualmente, emocionalmente, y peligrosamente implicadas con la "chica dorada" del Ejército. También descubre que fue parte de un plan de ella para vengarse de su padre, porque había sido violada en West Point y su padre había encubierto esa violación en provecho de sus superiores para proteger la imagen de West Point. Resultó que ella había replicado la violación de entonces con su amigo Coronel Moore, el cual se fue luego por pedido suyo, para acusar a su padre por lo que hizo, cuando el enfrentamiento entre ambos escalaba. Todos por ello resultan ser sospechosos de ese crimen, incluso su padre y Brenner tiene sólo 36 horas de tiempo para descubrir al asesino teniendo que encontrarse con todo tipo de obstrucciones por el camino.